# فوهة بونبلان

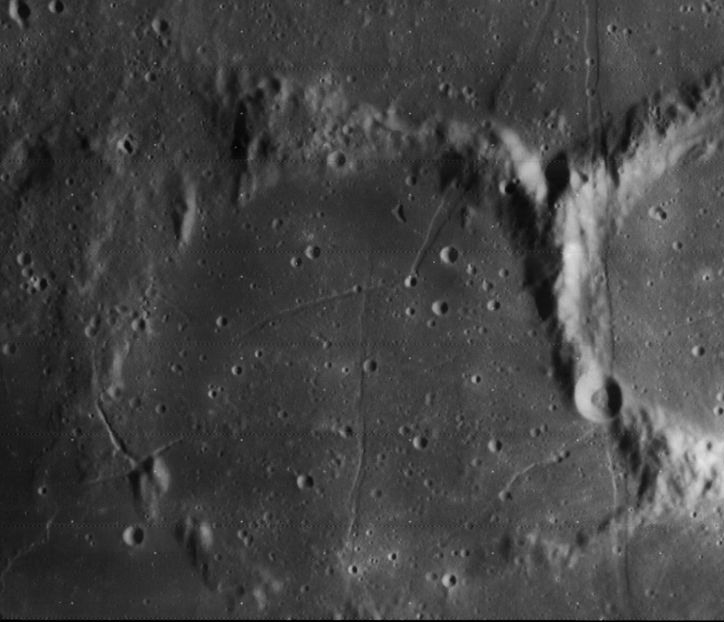
فوهة بونبلان (8. 3°S 17.4°W)

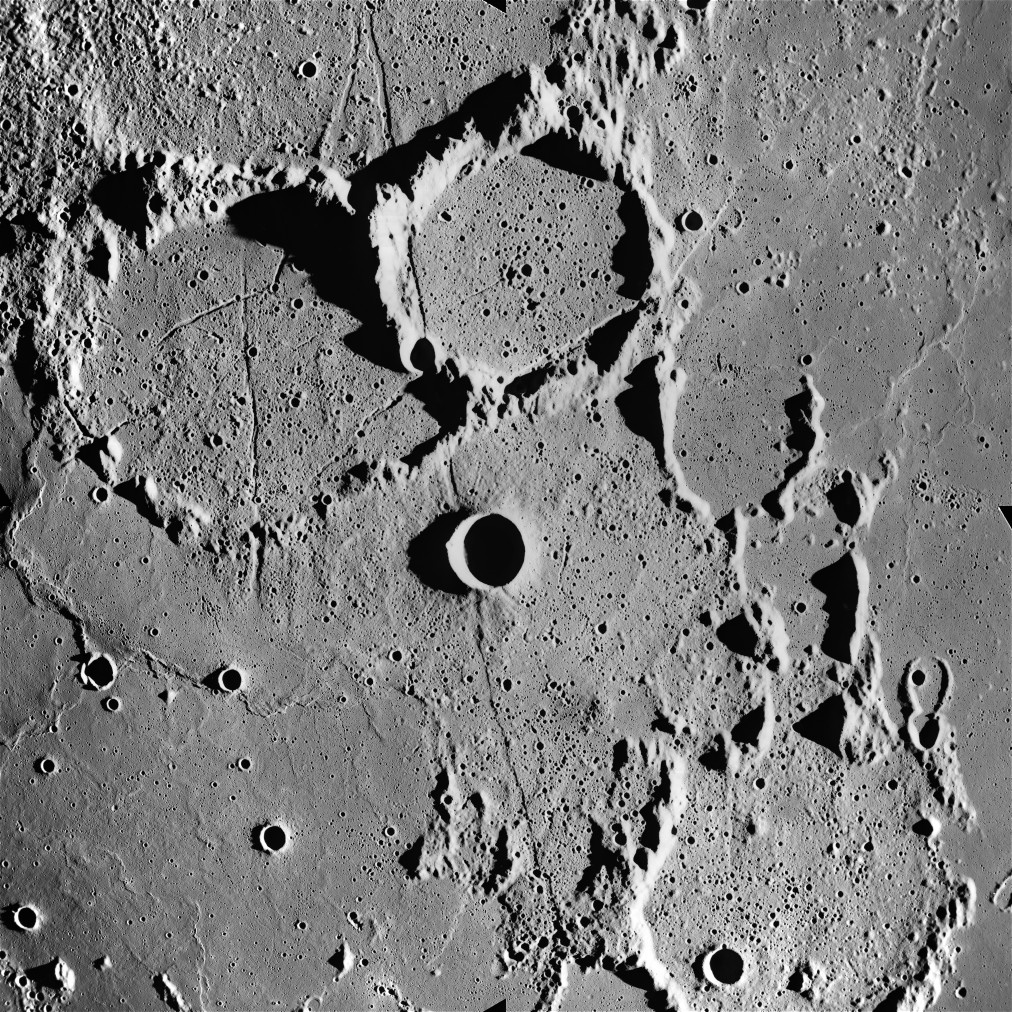
بونبلان(أعلى يسار منتصف الصورة) من بعثة أبولو 16. ناسا الصورة من وكالة.

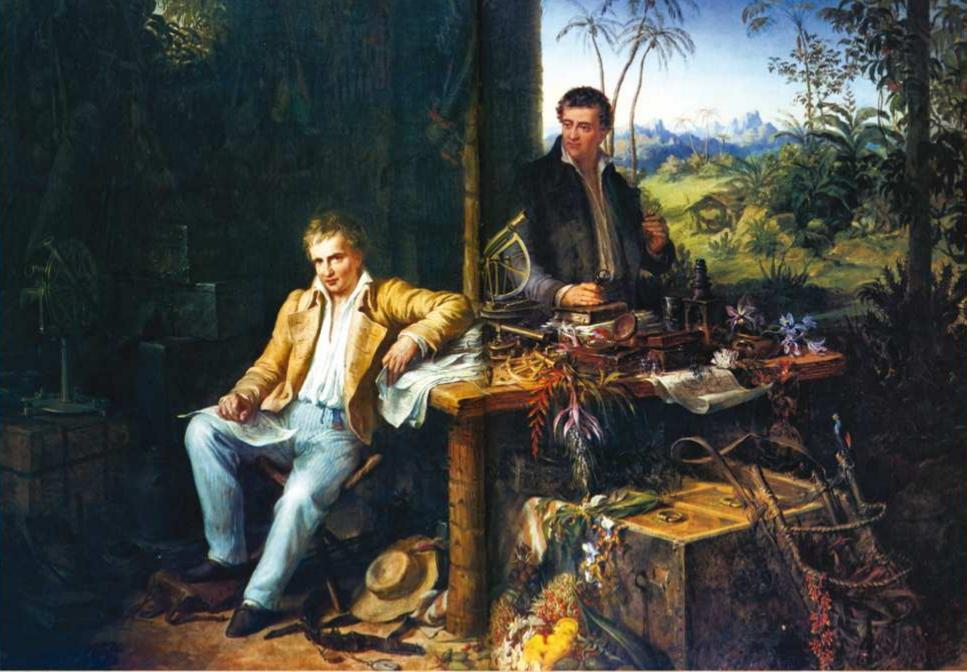
عالما النباتات بونبلان وهومبولت في غابات الأمازون.

فوهة بونبلان (8.3°S 17.4°W) هي ما تبقى من الحافة القمرية الرابطة ما بين فوهتي فرا ماورو في الشمال وفوهة باري في الشرق. كون التقاطع بين الفوهتين ثلاث قمم جبلية. يحد فوهة بونبلان من الجنوب الشرقي فوهة تولانسكي الصغيرة، وفوهة ماري كوجنيتوم من الجهة الشرقية.

## الوصف
تم تسمية الفوهة على اسم عالم النبات الفرنسي إميه جاك ألكسندر بونبلان تكريما لأعماله. يبلغ قطر الفوهة 60 كيلومتر وإحداثيها القمري 17° من شروق الشمس.
تتميز حواف فوهة بونبلان بأنها بالية ومتآكله، مع تداخل فوهة باري في الناحية الشرقية لها. تم غمر قاع الفوهة بالحمم البركانية قديما مما جعل سطحها متسو نسبيا لا يشوبه غير سلسلة من الشقوق الضيقة.
تم جمع عينات من فوهة ريما باري، والشقوق ما طول الحافة الشمالية إلى الجنوبية مرورا بحافة فوهة فرا ماورو.

## فوهات القمر الصناعي
لرسم خريطة مماثلة لفوهات القمر يتم وضح حروف على كل جانب من جوانب الفوهة ومركزها لكل حرف منهم دلاله معينة.
| بونبلان | خط طول  | خط عرض  | القطر     |
| ------- | ------- | ------- | --------- |
| C       | 10.2° S | 17.4° W | 4 كيلومتر |
| D       | 10.1° S | 18.2° W | 6 كيلومتر |
| F       | 7.3° S  | 19.3° W | 4 كيلومتر |
| G       | 11.6° S | 18.8° W | 4 كيلومتر |
| H       | 11.4° S | 19.9° W | 4 كيلومتر |
| J       | 11.4° S | 20.4° W | 3 كيلومتر |
| L       | 7.5° S  | 21.2° W | 3 كيلومتر |
| N       | 9.4° S  | 21.4° W | 3 كيلومتر |
| P       | 10.9° S | 21.5° W | 1 كيلومتر |
| R       | 10.7° S | 18.6° W | 3 كيلومتر |

تمت إعادة تسمية هذه الفوهات من قبل الإتحاد الفلكي الدولي، فعلى سبيل المثال:
- أصبحت فوهة بونبلان دي تدعى فوهة كايبر- نسبة إلى عالم الفلك الهولندي/الأمريكي جيرارد كايبر

## صور

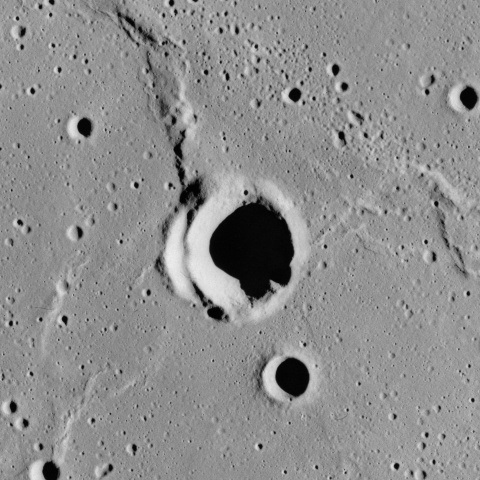
مقطع أفقي لفوهة بونبلان دي

## وصلات خارجية
- فوهة بونبلان
- فوهات القمر
- بعثة أبولو 14